# Університет Верхнього Нілу
Університет Верхнього Нілу (англ. Upper Nile University) — вищий навчальний заклад в  Південному Судані, розташований в місті Малакаль, Верхній Ніл. Заснований в 1991 році, університет є одним з трьох університетів в державі. Навчання проходить  англійською мовою.

## Факультети
В університеті Верхнього Нілу є сім факультетів::
- Факультет тваринництва
- Факультет лісового господарства та суміжних наук
- Факультет розвитку людини
- Педагогічний факультет
- Ветеринарний факультет
- Факультет сільського господарства
- Медичний факультет